# Житомирська Світлана Яківна
Світлана Яківна Житомирська (4 червня 1966, Харків) — американська математична фізикиня українського походження.

## Життєпис
Народилась у єврейській сім'ї, де обоє батьків (Яків Житомирський та Валентина Борок) були професорами математики. Мати Валентина Борок (1931—2004) працювала у Харкові у галузі диференціальних рівнянь в приватних похідних. Її старший брат Михайло — теж математик.
Софія Житомирська одружилась з математиком Володимиром Мандельштамом. Ще під навчання у виші народила доньку, а пізніше ще двох дітей.
Житомирська спочатку хотіла вивчати літературу. Однак вибрала математику, бо мала кращі шанси для вступу до МДУ у Москві. Адже вчитись єврейським студентам було важко. Вона готувалася не один рік, навчаючись у спецшколі.  
В МДУ Житомирська навчалась серед інших вчених у Володимира Арнольда та Якова Синая. У 1987 році вона під керівництвом Синая захистила докторську дисертацію «Проблеми локалізації в моделі ротатора, що приводиться в рух ногою». А в 1990 році разом із своїм керівником працювала в МДУ над темою «Спектральні і статистичні властивості решітки Гамільтонів».
В цей час її чоловік працював у Московському інституту геофізики.
У 1991 році переїхала з чоловіком в США. У 1992 році почала працювати асистенткою в Університеті штату Каліфорнії. В 1994 р. — доцентка, з 2000 — професор. Житомирська, крім того, працювала професором Каліфорнійського технологічного інституті, а також в MSRI і Центрі Теоретичної фізики в Марселі.
Вона також прийняла американське громадянство.
Чоловік, втім, до 2006 року працював у Московському геофізичному інституті. 

## Наукова діяльність
Софія Житомирська працювала, зокрема, над дослідженням спектру квазі-періодичних рівнянь Шредінгера, поєднуючи з теорією квантового холл-ефекту, квазі кристалів, локалізації явищ і квантового хаосу.
У 1994 році вона із запрошенням виступила на Міжнародному конгресі математичної фізики в Парижі. Вдруге тут вона виступала у 2006 році. Також у 2002 році Житомирську запросили виступити на Міжнародному математичному Конгресі в Пекіні (Nonperturbative localization).
В 2005 році була нагороджена Премією Рут Lyttle Саттер з математики за внесок у теоретичне дослідження спектру квазі-періодичних рівнянь Шредінгера.  
Софія Житомирська також працювала разом із Баррі Саймоном.  